# Смит енд Уесън
Smith & Wesson (S&W) („Смит енд Уесън“) е американска оръжейна компания, най-големият производител в САЩ на огнестрелни оръжия (предимно револвери).
Компанията е основана през 1852 г. от Хорас Смит и Дениел Уесън. Централата ѝ е разположена в град Спрингфийлд, щата Масачузетс.